# Tom Curtis
Thomas Pelham (Tom) Curtis (Boston, 7 september 1870 – Nahant, 23 mei 1944) was een Amerikaanse hordeloper. Hij werd de eerste olympische kampioen op de horden.

## Loopbaan
In 1896 nam Curtis deel aan de Olympische Spelen van Athene. Op de 100 m versloeg hij de Griek Alexandros Chalkokondylis in de kwalificatieronde en finishte in 12,2, terwijl de Griek (geschat) 12,6 liet noteren. Curtis besloot in de finale niet van start te gaan om zich voor te bereiden op het hordennummer, wat zijn hoofdonderdeel was op deze Spelen. In de finale van de 100 m horden, die in Athene qua afstand afweek van de later overal in de wereld gebruikelijke 110 m horden, werd hij eerste en eindigde hiermee voor de Brit Grantley Goulding. Doordat in de finale Frantz Reichel en William Welles Hoyt niet van start gingen, bestond de finale uit slechts twee deelnemers. Bij de laatste horde had Grantley Goulding nog de leiding, maar uiteindelijk finishte Curtis in 17,6 s nog ruim voor de Brit, die 18,0 liet noteren.
Curtis was ook een begaafd fotograaf, die tijdens de Spelen voor vele goede opnames zorgde. Hij werd na zijn studie aan de Massachusetts Institute of Technology aangesteld door de Lord Electric Company. Hier werkte hij aan onder andere de ontwikkeling van het broodrooster. Hij publiceerde verschillende grappige memoires over de eerste moderne Olympische Spelen.
Curtis was aangesloten bij Boston Athletic Association.

## Titels
- Olympisch kampioen 100 m horden - 1896

## Persoonlijke records
| Onderdeel    | Prestatie | Jaar |
| ------------ | --------- | ---- |
| 100 m        | 12,2 s    | 1896 |
| 100 m horden | 17,6 s    | 1896 |

## Palmares

### 100 m horden
- 1896:  OS - 17,6 s

### 100 m
- 1896: DNS OS

1896: Tom Curtis ·
1900: Alvin Kraenzlein ·
1904: Frederick Schule ·
1908: Forrest Smithson ·
1912: Fred Kelly ·
1920: Earl Thomson ·
1924: Daniel Kinsey ·
1928: Sydney Atkinson ·
1932: George Saling ·
1936: Forrest Towns ·
1948: William Porter ·
1952: Harrison Dillard ·
1956: Lee Calhoun ·
1960: Lee Calhoun ·
1964: Hayes Jones ·
1968: Willie Davenport ·
1972: Rod Milburn ·
1976: Guy Drut ·
1980: Thomas Munkelt ·
1984: Roger Kingdom ·
1988: Roger Kingdom ·
1992: Mark McKoy ·
1996: Allen Johnson ·
2000: Anier García ·
2004: Liu Xiang ·
2008: Dayron Robles ·
2012: Aries Merritt ·
2016: Omar McLeod ·
2020: Hansle Parchment ·
2024: Grant Holloway